# Parco nazionale del Wattenmeer di Amburgo
Il parco nazionale del Wattenmeer di Amburgo (in tedesco: Nationalpark Hamburgisches Wattenmeer) è un parco nazionale situato nel land di Amburgo, in Germania. Si trova in corrispondenza della foce del fiume Elba nella porzione di Mare del Nord detta Mare dei Wadden, protetta da vari parchi nazionali sia in Germania che nei Paesi Bassi e Danimarca e tutelata come Patrimonio dell'umanità dall'UNESCO.